# Sosístrat II de Siracusa
Sosístrat II de Siracusa (en llatí Sosistratus, en grec antic Σωσίστρατος) fou un dirigent siracusà. Junt amb Tenó (Thoenon) o Tinió (Thynion) va tenir el govern suprem de Siracusa en el temps de confusió que hi va haver abans de l'arribada de Pirros de l'Epir.
Cap a l'any 279 aC, després de l'expulsió d'Hicetes de Siracusa només apareix Tinió de Siracusa com a comandant suprem, però immediatament se'l menciona compartint el poder amb Sosístrat II. Sembla que aquestos dos caps tenien comandaments militars i Sosístrat segurament dirigia els mercenaris, i que així es van emparar del poder; no devien trigar a enfrontar-se perquè poc després Sosístrat dominava Siracusa i Agrigent (i 30 ciutats més) mentre Tinió controlava la ciutadella d'Ortígia. Sosístrat disposava de deu mil soldats i hauria derrotat al seu rival si no hagués estat pels cartaginesos que van atacar Siracusa per terra i mar.
Finalment els siracusans van decidir demanar ajut a Pirros de l'Epir i quan va arribar Sosístrat li va entregar la ciutat, i Tinió va fer el mateix amb la ciutadella. Els dos rivals es van reconciliar i van donar suport conjunt a Pirros. Sosístrat va entregar a Pirros totes les ciutats i va posar a la seva disposició les seves tropes, i Pirros el va ajudar en la conquesta d'Agrigent que havia caigut en mans del cartaginesos. Però Pirros per la seva prepotència es va fer impopular i els sicilians li van mostrar aviat la seva hostilitat. Pirros va reaccionar contra els dirigents i va fer matar Tinió, i Sosístrat es va escapar per poc i va poder fugir. Ja no se'l menciona més.
El seu nom apareix també en molts manuscrits amb la forma Sostrat però Sosístrat sembla ser la més correcta.